# Кароль Курилюк
Ка́роль Курилюк (пол. Karol Kuryluk ; 27 жовтня 1910, Збараж — 1967, Будапешт) — польський журналіст, редактор, активіст, політик і дипломат. З 1956 по 1958 міністр культури в уряді Юзефа Ціранкевича. Праведник народів світу.

## Біографія
Народився 27 жовтня 1910 року в місті Збараж у східній частині Австро-Угорської імперії, Королівстві Галичини та Лодомерії. Мав чотири сестри і трьох братів.
Після закінчення гимназии в Збараже у 1930 році отримав невелику стипендію для вивчення польської мови у Львівському університеті. Іще під час навчання давав приватні уроки, оскільки знав багато мов (польська, українська, російська та німецька).
У 1931 році зустрівся з письменницею та філантропом Галиною Гурською і долучився до її проєкту соціальної допомоги Akcja Błękitnych («Справа синіх»). Роздавав їжу та одяг дітям нетрів, допомагав притулкам для бездомних хлопчиків. Під час навчання в університеті активно протестував проти «лавки гетто», створеної націоналістами для відділення поляків та євреїв у лекційних залах, і ставав на захист єврейських та українських студентів, яких били члени банд.
Працював у газеті «Czerwony Sztandar», був редактором журналів «Sygnały» (1933—1939) та «Odrodzenia» (1944—1948).
Після окупації Львова німецькими військами, що наступали, влітку 1941 року брав участь у антифашистському русі Опору.
З 1956 по 1958 рік обіймав посаду міністра культури в уряді Юзефа Ціранкевича. З 1959 по 1964 був послом Польщі в Австрії.
Був одружений з поетесою Міріам Кохани, яка під час війни змінила ім'я на Марію Грабовську та публікувалася під ім'ям Марія Курилюк. Мав двох дітей. Донька Ева Курилюк стала художницею і письменницею, син, Петро Курилюк, перекладачем.
У вересні 1967 року Кароль Курилюк переніс серцевий напад. Він прилетів на міжнародний книжковий ярмарок у Будапешті всупереч забороні свого лікаря та помер там 9 грудня 1967 року.
Похований разом зі своєю дружиною та сином на військовому цвинтарі Повонзки у склепі, створеному Євою Курилюк.

## Нагороди
Був переконаним пацифістом, тож свідомо залишався осторонь військових дій і рятував євреїв (так, він ховав Пеппу Фрауенглас та її синів у своїй кімнаті у підвалі). У 2002 році удостоєний звання Праведник народів світу від Яд ва-Шем.

## Галерея

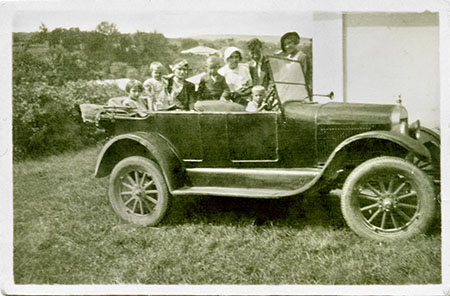
Кароль Курилюк, другий праворуч, зі своїми молодшими братами та сестрами та друзями, які прийшли відвідати його у Збаражі, 1930 рік.
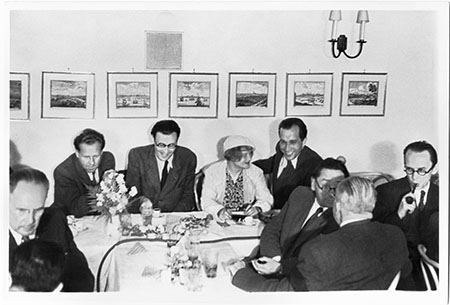
Редакція «Одродзені», у центрі Марія Домбровська з К. Курилюком та Тадеушем Брезою, Краків, 1946 рік.
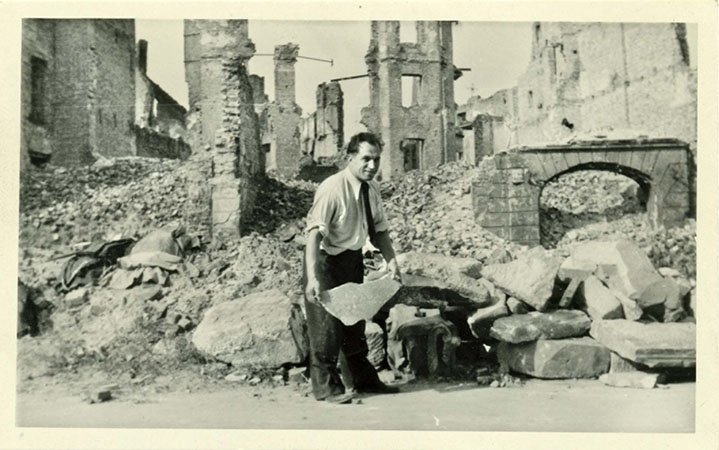
К. Курилюк на розбиранні руїн у повоєнній Варшаві, 1948 рік.
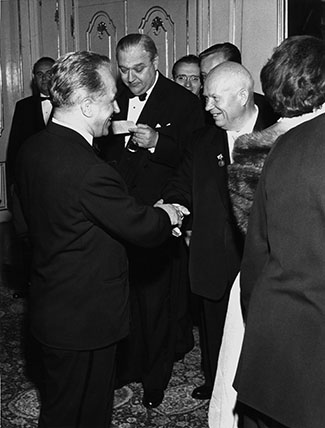
Перебуваючи в Австрії, Курилюк був представлений М. С. Хрущову під час його зустрічі з Джоном Ф. Кеннеді у Відні, 1961 рік.